# جين سكينر
جين سكينر (بالإنجليزية: Jane Skinner)‏ هي صحفية أمريكية، ولدت في 12 فبراير 1967 في شيكاغو في الولايات المتحدة.

## وصلات خارجية
- جين سكينر على موقع إن إن دي بي (الإنجليزية)